# Luciano Ospina
Luciano Ospina (Medellín, Antioquia, Colombia; 18 de febrero de 1991) es un futbolista colombiano. Juega como defensa y actualmente milita en Alianza F.C. de la Categoría Primera A colombiana.

## Trayectoria

### Millonarios F.C.
El 14 de diciembre de 2019 se confirma por medio de las redes sociales del club Alianza Petrolera la cesión del zaguero central a Millonarios por un año.

## Selección nacional
Luciano Ospina disputó con su selección el Campeonato Sudamericano Sub-20 de 2011, el Torneo Esperanzas de Toulon de 2010 y 2011, y además la Copa Mundial Sub-20 de 2011 realizada en Colombia en donde quedaron eliminados perdiendo en cuartos de final por 3-1 frente a la Selección de México.

### Campeonatos Sudamericanos
| Torneo              | Sede | Resultado  |
| ------------------- | ---- | ---------- |
| Sudamericano Sub-20 | Perú | Fase Final |

### Participaciones en Copas del Mundo
| Mundial                     | Sede     | Resultado        | Partidos | Goles |
| --------------------------- | -------- | ---------------- | -------- | ----- |
| Copa Mundial Sub-20 de 2011 | Colombia | Cuartos de final | 1        | 0     |

## Clubes
| Club               | País      | Año             |
| ------------------ | --------- | --------------- |
| Huracán            | Argentina | 2010 - 2011     |
| América de Cali    | Colombia  | 2012            |
| UTA Arad           | Rumania   | 2013            |
| Deportivo Rionegro | Colombia  | 2014            |
| Boyacá Chicó       | Colombia  | 2015            |
| Fortaleza CEIF     | Colombia  | 2015 - 2016     |
| Alianza Petrolera  | Colombia  | 2017 - 2019     |
| Millonarios        | Colombia  | 2020            |
| Alianza Petrolera  | Colombia  | 2021 - Presente |

## Estadísticas
| Club                          | Div.          | Temporada     | Liga  | Liga  | Copa Nacional | Copa Nacional | Copa Internacional | Copa Internacional | Total | Total |
| Club                          | Div.          | Temporada     | Part. | Goles | Part.         | Goles         | Part.              | Goles              | Part. | Goles |
| ----------------------------- | ------------- | ------------- | ----- | ----- | ------------- | ------------- | ------------------ | ------------------ | ----- | ----- |
| Huracán Argentina             |               |               |       |       |               |               |                    |                    |       |       |
| 1.ª                           | 2010-2011     | 10            | 0     | —     | —             | —             | —                  | 10                 | 0     |       |
| 2.ª                           | 2011          | 0             | 0     | —     | —             | —             | —                  | 0                  | 0     |       |
| Total club                    | Total club    | 10            | 0     | 0     | 0             | 0             | 0                  | 10                 | 0     |       |
| América de Cali · Colombia    |               |               |       |       |               |               |                    |                    |       |       |
| 2.ª                           | 2012          | 33            | 1     | 7     | 0             | —             | —                  | 40                 | 1     |       |
| Total club                    | Total club    | 33            | 1     | 7     | 0             | 0             | 0                  | 40                 | 1     |       |
| FC UTA Arad · Rumania         |               |               |       |       |               |               |                    |                    |       |       |
| 2.ª                           | 2013          | 0             | 0     | —     | —             | —             | —                  | 0                  | 0     |       |
| Total club                    | Total club    | 0             | 0     | 0     | 0             | 0             | 0                  | 0                  | 0     |       |
| Deportivo Rionegro · Colombia |               |               |       |       |               |               |                    |                    |       |       |
| 2.ª                           | 2014          | 32            | 2     | 4     | 0             | —             | —                  | 36                 | 2     |       |
| Total club                    | Total club    | 32            | 2     | 4     | 0             | 0             | 0                  | 36                 | 2     |       |
| Boyacá Chicó · Colombia       |               |               |       |       |               |               |                    |                    |       |       |
| 1.ª                           | 2015          | 4             | 0     | 4     | 1             | —             | —                  | 8                  | 1     |       |
| Total club                    | Total club    | 4             | 0     | 4     | 1             | 0             | 0                  | 8                  | 1     |       |
| Fortaleza CEIF · Colombia     |               |               |       |       |               |               |                    |                    |       |       |
| 2.ª                           | 2015          | 19            | 0     | —     | —             | —             | —                  | 19                 | 0     |       |
| 1.ª                           | 2016          | 37            | 3     | 1     | 0             | —             | —                  | 38                 | 3     |       |
| Total club                    | Total club    | 56            | 3     | 1     | 0             | 0             | 0                  | 57                 | 3     |       |
| Alianza Petrolera · Colombia  | 1.ª           | 2017          | 38    | 1     | 4             | 0             | —                  | —                  | 42    | 1     |
| Alianza Petrolera · Colombia  | 1.ª           | 2018          | 34    | 0     | 1             | 0             | —                  | —                  | 35    | 0     |
| Alianza Petrolera · Colombia  | 1.ª           | 2019          | 39    | 4     | 4             | 0             | —                  | —                  | 43    | 4     |
| Alianza Petrolera · Colombia  | 1.ª           | 2020          | 0     | 0     | 1             | 0             | —                  | —                  | 1     | 0     |
| Alianza Petrolera · Colombia  | 1.ª           | 2021          | 10    | 0     | 4             | 0             | —                  | —                  | 14    | 0     |
| Alianza Petrolera · Colombia  | 1.ª           | 2022          | 20    | 1     | 1             | 0             | —                  | —                  | 21    | 1     |
| Alianza Petrolera · Colombia  | 1.ª           | 2023          | 25    | 1     | 0             | 0             | —                  | —                  | 25    | 1     |
| Alianza Petrolera · Colombia  | Total club    | Total club    | 166   | 7     | 15            | 0             | 0                  | 0                  | 181   | 7     |
| Total carrera                 | Total carrera | Total carrera | 301   | 13    | 31            | 1             | 0                  | 0                  | 332   | 14    |

### Selección
| Selección         | Año               | Amistosos | Amistosos | Eliminatorias Mundialistas | Eliminatorias Mundialistas | Copa América | Copa América | Copa Mundial | Copa Mundial | Total | Total |
| Selección         | Año               | PJ        | G         | PJ                         | G                          | PJ           | G            | PJ           | G            | PJ    | G     |
| ----------------- | ----------------- | --------- | --------- | -------------------------- | -------------------------- | ------------ | ------------ | ------------ | ------------ | ----- | ----- |
| Sub-20            | 2011              | 4         | 0         | 3                          | 0                          | --           | --           | 1            | 0            | 8     | 0     |
| Sub-20            | Total             | 4         | 0         | 3                          | --                         | --           | --           | 1            | 0            | 8     | 0     |
| Total en Colombia | Total en Colombia | 4         | 0         | 3                          | --                         | --           | --           | 1            | 0            | 8     | 0     |

## Palmarés

### Copas internacionales
| Título                      | Club                      | País    | Año  |
| --------------------------- | ------------------------- | ------- | ---- |
| Torneo Esperanzas de Toulon | Selección Colombia Sub-20 | Francia | 2011 |

### Campeonatos nacionales
| Título               | Club            | País     | Año  |
| -------------------- | --------------- | -------- | ---- |
| Primera B (Apertura) | América de Cali | Colombia | 2012 |
| Primera B            | Fortaleza       | Colombia | 2015 |